# مامان‌بازی

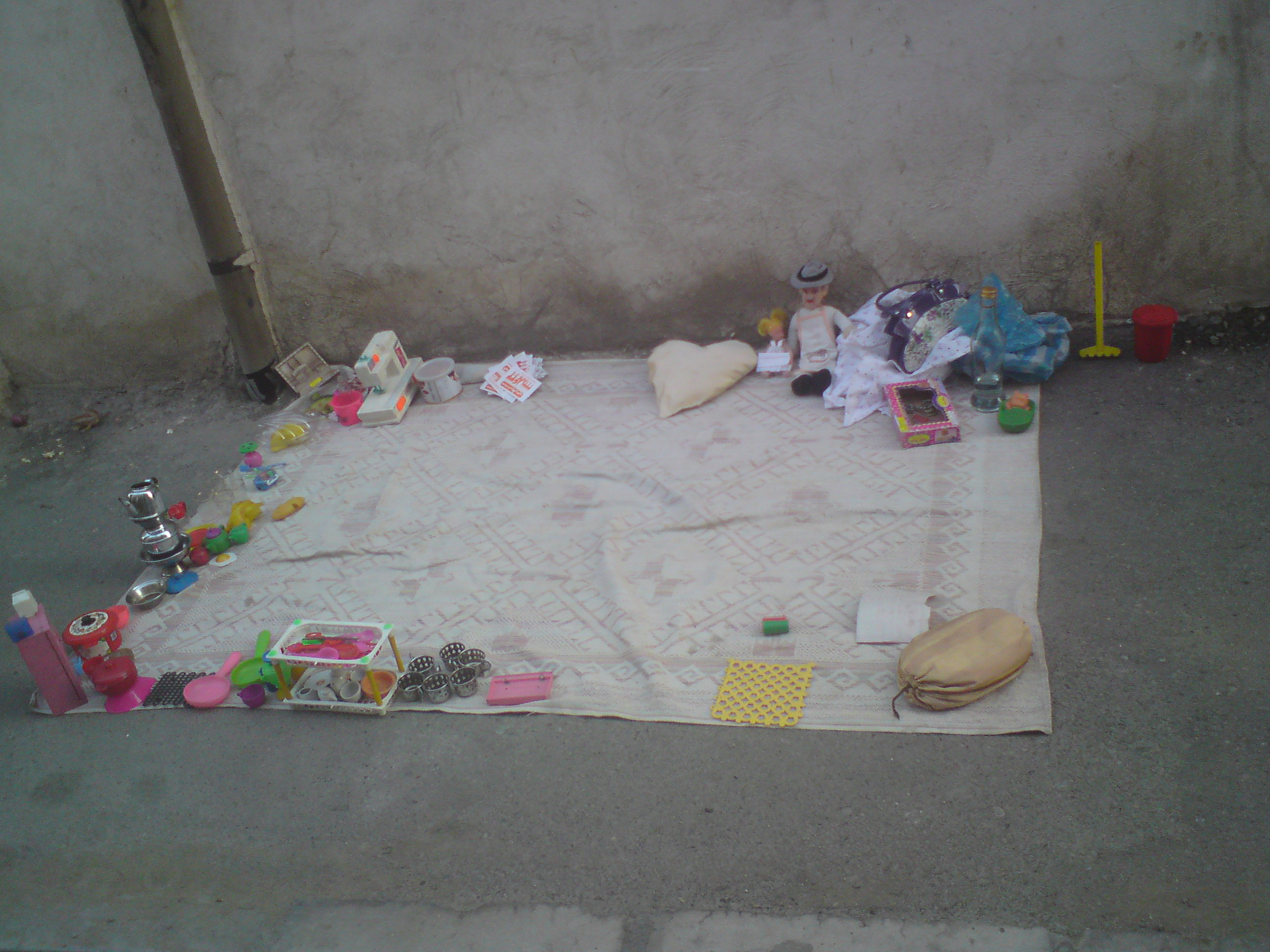
خاله بازی در کوچه‌ای در تهران

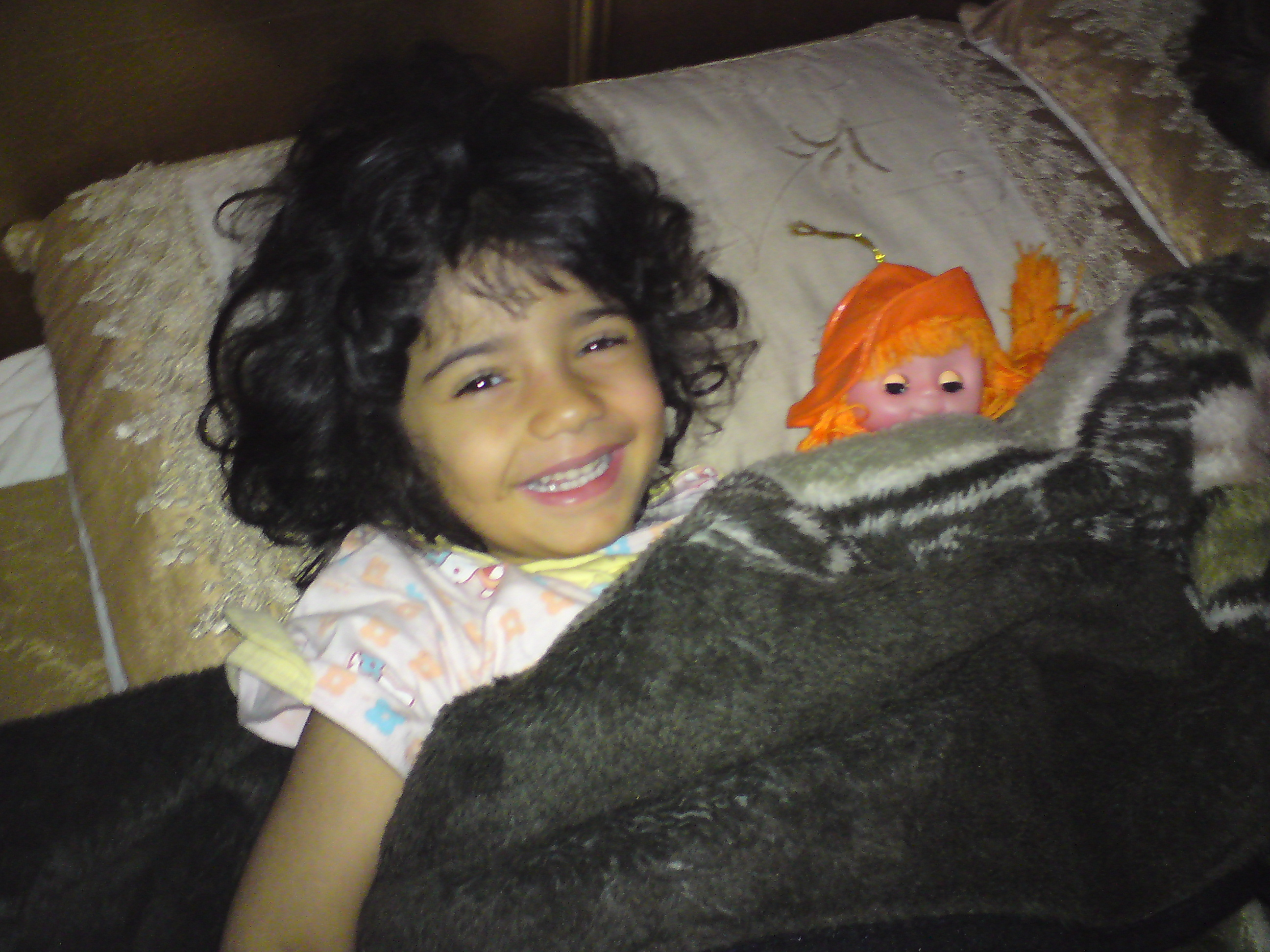
یک دختر بچه در تخیلات کودکانه نقش مادر را برای عروسک بازی می‌کند.

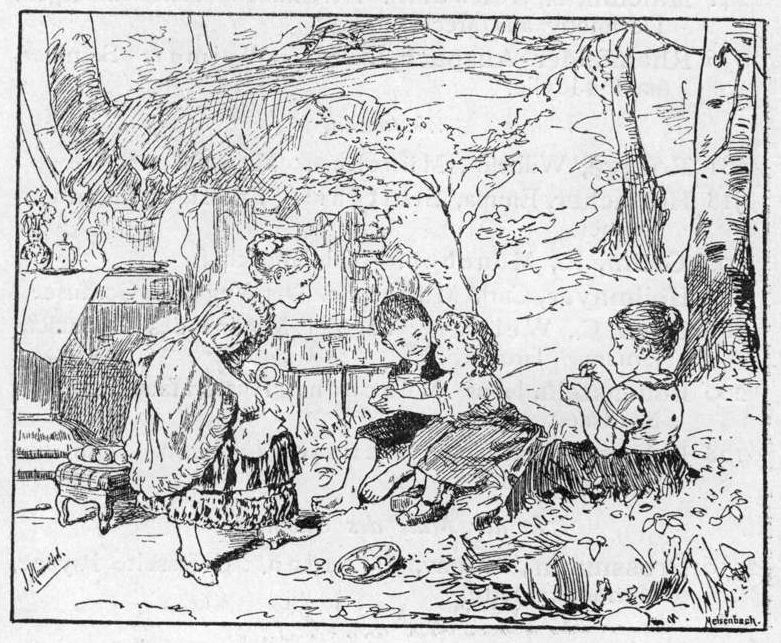
نقاشی دسر برای دوستان کوچک، از Julius Kleinmichel، ۱۸۸۳

مامان بازی در کنارخاله بازی یکی از مهم‌ترین بازی‌های نمایشی و گروهی از بازی‌های کودکان است.
در خاله بازی و مامان بازی کودکان نقش بزرگ‌ترها را بازی می‌کنند. در این بازی‌ها از اسباب‌بازی‌هایی مانند عروسک، خانه عروسکی، لوازم خانه کودکانه، لوازم آشپزی کودکانه، و چادرها و خانه‌های کوچک کودکانه استفاده می‌شود. گاه خاله بازی با پهن کردن قالیچه در فضای باز انجام می‌شود. تفاوت مامان بازی با خاله بازی در این است که در بازی نخست، مهم‌ترین وجه بازی، ایفای رابطهٔ مادر-فرزندی و نقش‌های خانوادگی است، اما در خاله بازی بازیِ روابط بین خانوادگی و مهمانی اهمیت بیشتری پیدا می‌کند.
این بازی در فرهنگ عامه یک بازی دخترانه شمرده می‌شود اما پژوهش‌ها نشان می‌دهد که اگر کودکان در محیط‌هایی آزاد مانند مهدکودک، بدون اجبار برای بازی کردن با اسباب‌بازی‌های دخترانه یا پسرانه بازی کنند، همهٔ آن‌ها اسباب‌بازی‌هایشان را به صورت تصادفی انتخاب می‌کنند، نه بر اساس جنسیت، و به انجام همهٔ بازی‌ها می‌پردازند. در حالی که پس از سه سالگی، با مطرح شدن جنسیت برای کودک و تحت تأثیر جامعهٔ اطرافش، به بازی‌های به اصطلاح دخترانه یا پسرانه گرایش پیدا می‌کند و نزدیک به هشتاد درصد دختران پس از این سن با عروسک و لوازم آشپزخانه بازی می‌کنند.

## نگارخانه

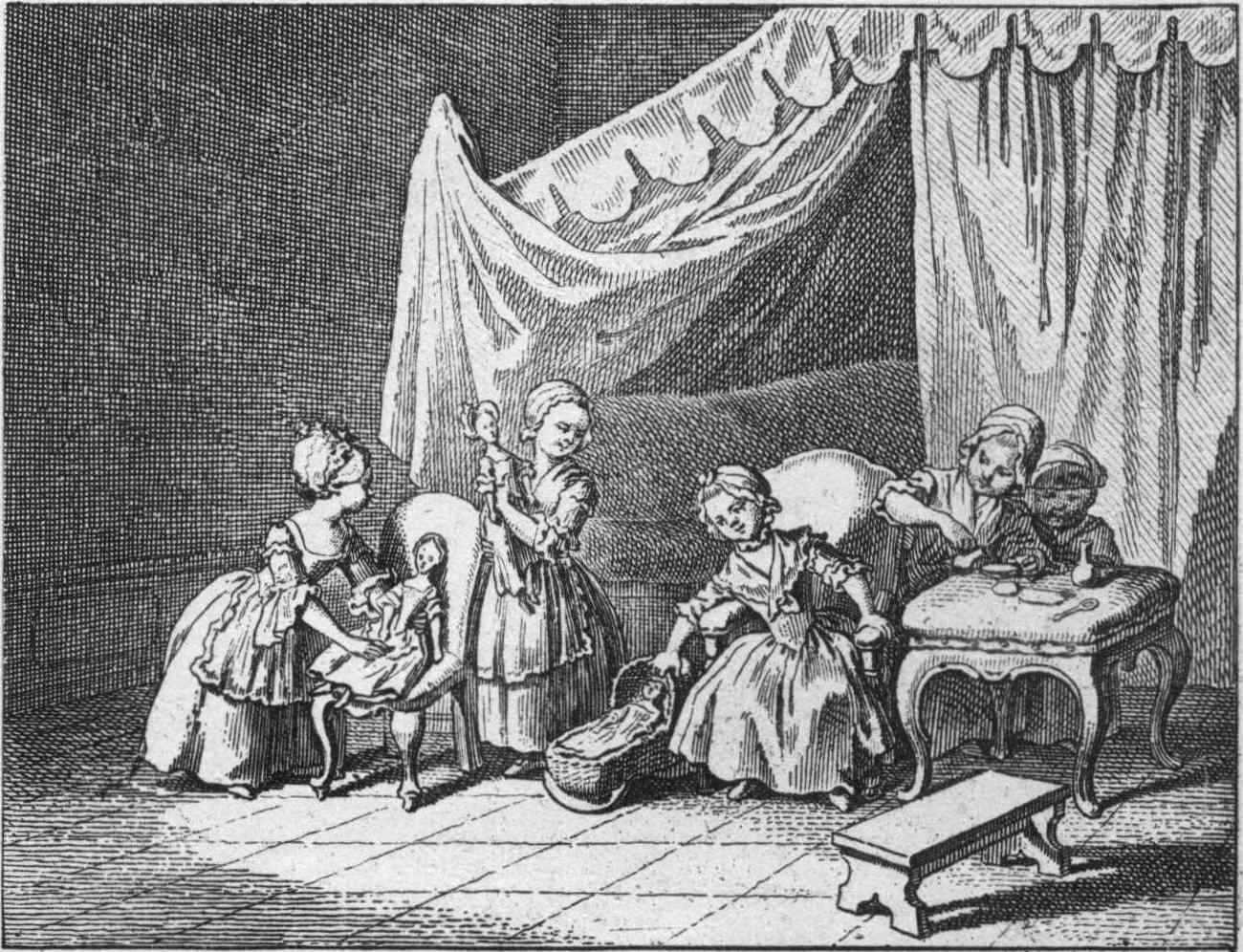
نگاره‌ای قدیمی از خاله بازی کودکان، نام اثر: لذت کودکان، J. B. Basedow، ۱۷۷۴
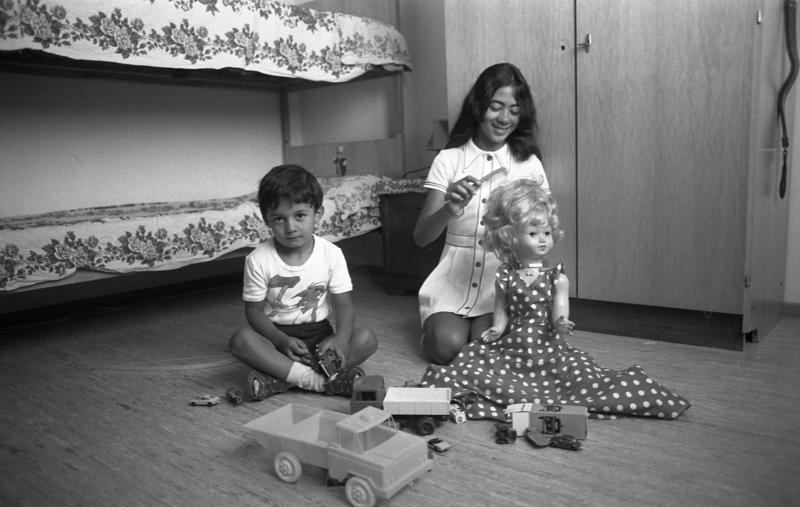
نام اثر:  خانواده کارگر مهاجر در خانه خود، ولفسبورگ، ۱۹۷۳